# زيني مولاي
زيني مولاي (بالفرنسية: Zeïni Moulaye)‏ سياسي مالي، دبلوماسي، وخبير في العلاقات الدولية ووزير خارجية سابق

## المولد والنشأة
ولد في مدينة غاو بجمهورية مالي سنة 1954 من أسرة من الشرفاء تعود جذورها إلى المغرب (أسرة آل مولاي إبراهيم)

## التعليم والتكوين الأكاديمي
- 1977 حصل على إجازة في الصحافة وعلوم الإعلام من جامعة الجزائر.[2]
- 1983 نال درجة الدكتوراه في العلوم السياسية، تخصص العلاقات الدولية والاتصال، من جامعة باريس 1 – بانتيون سوربون.
- 1987 درس الإدارة بجامعة أتلانتا، الولايات المتحدة.
- 1999 تلقى تكوينًا في إدارة المشاريع بكندا.

## المسار المهني
- 1988 – 1989 م مستشار خاص للرئيس المالي موسى تراوري.
- 1989 – 1991  م وزير النقل والسياحة.
- 1992 – 1996  م مدير عام مساعد للشؤون السياسية بوزارة الخارجية المالية.
- 2008  م مستشار ومنسق برنامج "الحوكمة المشتركة للأمن والسلام" التابع لبرنامج الأمم المتحدة الإنمائي (PNUD) في مالي.
- 2016 – 2020 م سفير جمهورية مالي لدى المملكة العربية السعودية[3]، وممثل مالي لدى الكويت، البحرين، عمان، واليمن.
- يناير 2020: مستشار خاص للرئيس المالي إبراهيم بوبكر كيتا مكلف بالعلاقات الدبلوماسية.[4]
- أكتوبر 2020 – مايو 2021: وزير الشؤون الخارجية والتعاون الدولي لجمهورية مالي.[5][6]
- يونيو 2021 مستشار خاص لرئيس اللجنة الوطنية لإنقاذ الشعب العقيد أسيمي غويتا الذي استولى على السلطة في مالي [7]

## الأعمال والمؤلفات
انجز عددا من البحوث والدراسات منها
- 2005  «الحوكمة الديمقراطية للأمن في مالي: تحديات التنمية المستدامة» – مؤسسة فريدريش إيبرت، باماكو.[8]
- 2011  «الحوكمة المشتركة للأمن والسلام: التجربة المالية».
- 2013  «المجتمع المدني في مواجهة تحديات عدم الاستقرار السياسي في غرب إفريقيا».

## وزارة الخارجية
عمل على إعادة هيكلة السلك الدبلوماسي المالي، وترك بصماته على السياسة الخارجية لجمهورية مالي، خاصة خلال الأزمات السياسية التي شهدتها البلاد في 2020 و2021. وبالنسبة إلى أغلبية الماليين يعد زيني مولاي واحدا من الأطر الذين تفخر بهم مالي بأكملها  إنه شخصية بارزة في المشهد السياسي والدبلوماسي المالي، وهو معروف بمسهاماته في قضايا الأمن، والسلام، والدبلوماسية الإقليمية والدولية.